# Tullauer Narr
Der Tullauer Narr ist eine Tonfigur aus der Barockzeit. Sie befindet sich im Hällisch-Fränkischen Museum in Schwäbisch Hall.

## Geschichte und Beschreibung
Die 27 cm hohe Figur befand sich einst im Garten von Schloss Tullau. Sie wurde um 1650 aus Ton modelliert, weist Spuren von Bemalung auf und diente wohl einst als Brunnenfigur.
Der beleibte Mann ist auf dem Boden sitzend dargestellt. Mit dem linken, nur noch teilweise erhaltenen Arm umschlingt er ein Stangenglas, das ebenso hoch ist wie er selbst und dessen unterer Teil mit Nuppen besetzt ist, im rechten Arm, der ebenfalls abgebrochen ist, hielt er wohl einst einen Weinschlauch oder ein kleines Fass; möglicherweise aber auch eine große Wurst. So ist es jedenfalls in einer Schilderung der Figur aus dem 19. Jahrhundert zu lesen. Weiter lautet diese Beschreibung: „Derselbe diente als Vexirfigur  an einem Wasserwerk und ist so eingerichtet, dass ein Wasserstrahl aus seinem Munde auf den Beschauer gerichtet werden konnte.“
Über den Bauch hängt dem Tullauer Narren eine Kette aus Wurstpaaren herab. Er trägt eine Halskrause; der überdimensionale Kopf weist eine Stupsnase, hervorquellende Augen und einen großen lachenden Mund auf.